# Плетнёв, Сергей Владимирович
Серге́й Влади́мирович Плетнёв (1978, Свирь) — белорусский гребец-каноист, выступал за сборную Белоруссии в конце 1990-х годов. Серебряный призёр чемпионата мира, победитель многих республиканских, национальных и международных регат. Мастер спорта международного класса.

## Биография
Сергей Плетнёв родился в 1978 году в городском поселке Свирь , Минская область. Активно заниматься греблей начал в раннем детстве, проходил подготовку в специализированной детско-юношеской спортивной школе олимпийского резерва Мядельского района. По юниорам трижды становился бронзовым призёром чемпионатов мира.
На взрослом международном уровне заявил о себе в 1998 году, когда попал в четырёхместный чемпионский экипаж Александра Масейкова, Анатолия Ренейского и Андрея Беляева. Таким составом они выступили на чемпионате мира в венгерском Сегеде и завоевали там серебряную медаль в гонке на 200 метров. В 1999 году на мировом первенстве в Милане Плетнёв вновь боролся за медали в этой же дисциплине, однако на сей раз финишировал четвёртым, немного не дотянув до бронзы. За выдающиеся спортивные достижения удостоен почётного звания «Мастер спорта Республики Беларусь международного класса».
Имеет высшее образование, окончил Международный гуманитарно-экономический институт в Минске.